# Hiller-Plumplori
Der Hiller-Plumplori (Nycticebus hilleri) ist eine Primatenart aus der Familie der Loris (Lorisidae). Sie kommt ausschließlich im Norden der indonesischen Insel Sumatra in der Provinz Aceh und in der Umgebung von Medan vor.

## Merkmale
Der Hiller-Plumplori ist ein stämmig gebauter, schwanzloser Primat mit kräftigen Gliedmaßen. Wie Vergleiche von beschlagnahmten Plumploris aus dem indonesischen Heimtierhandel ergaben, ist der Hiller-Plumplori in der Regel etwas größer als der Sunda-Plumplori (Nycticebus coucang). Laut dieser Untersuchung liegt die Kopf-Rumpf-Länge im Durchschnitt bei 27,8 cm, davon entfallen 6,1 cm auf den Kopf. Der Kopf ist 3,9 cm breit, die Schnauze 2,1 cm lang und die Ohren sind 1,8 cm lang. Das Gewicht der Tiere beträgt durchschnittlich 689 g.
Der Hiller-Plumplori ist kräftig rotbraun gefärbt. Auch der mittige, dunkle Rückenstreifen, die dunklen Gesichtsmarkierungen, die Haare vor den Ohren und der Bauch sind rotbraun. Der Rückenstreifen erstreckt sich nicht bis zum Ende des Rumpfes.

## Lebensraum und Ernährung
Der Hiller-Plumplori lebt in Tieflandregenwäldern, in submontanem Wald und Bergwald, sowohl in Primärwäldern als auch in selektiv abgeholzten Wäldern. Die Tiere ernähren sich von Insekten, Nektar und Pflanzensäften, gelegentliche ergänzt durch Früchte und kleine Wirbeltiere.

## Systematik
Die Loriart wurde 1902 durch die US-amerikanischen Zoologen Witmer Stone und James Abram Garfield Rehn unter der Bezeichnung Nyeticebus coucang hilleri beschrieben, also als Unterart des Sunda-Plumploris eingestuft, und nach Hiram M. Hiller benannt, einem amerikanischen Forschungsreisenden, der den Holotypus gesammelt hat. Später verlor sie ihren Unterartenstatus und die Plumploris des nördlichen Sumatra wurden als gewöhnliche Sunda-Plumploris klassifiziert. 2007 fanden zwei Primatologinnen, die beschlagnahmte Plumploris aus dem indonesischen Heimtierhandel untersuchten, neun Exemplare, die die von Stone und Rehn beschriebenen Merkmale aufwiesen, und schlugen vor, den Hiller-Plumplori als eigenständige Art einzustufen. Die Internationale Union zur Bewahrung der Natur (IUCN) listet den Hiller-Plumplori seit Januar 2020 als eigenständige Art.

## Gefährdung
Die IUCN schätzt den Bestand des Hiller-Plumploris als stark gefährdet ein. Aufgrund von Abholzungen verliert die Art zunehmend ihren Lebensraum. Zudem wird sie, wie alle Plumploris, zum Zweck der Heimtierhaltung gefangen.